# Penidiella nectandrae
Penidiella nectandrae är en svampart som beskrevs av Crous, U. Braun & R.F. Castañeda 2007. Penidiella nectandrae ingår i släktet Penidiella och familjen Teratosphaeriaceae.   Inga underarter finns listade i Catalogue of Life.